# Jacques Santer
Jacques Santer (født 18. maj 1937 i Wasserbillig, Luxemburg) er en luxemburgisk politiker fra det Kristeligt Sociale Folkeparti. Han var Luxemburgs premierminister fra 1984 til 1995. Fra 1995 til 1999 var han Europa-Kommissionsformand.